# List Neacșu

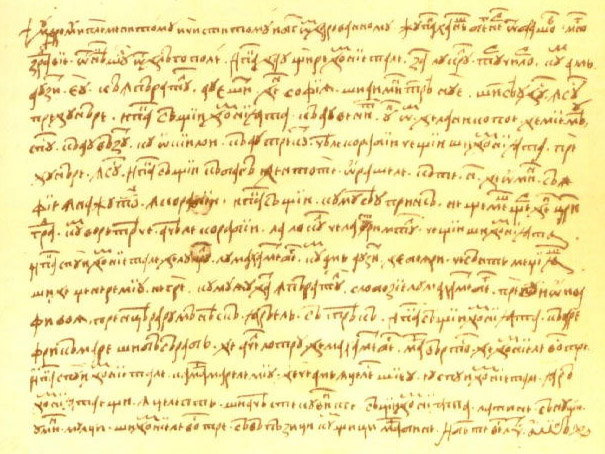
List Neacșu – najstarszy zabytek rumuńskiego piśmiennictwa

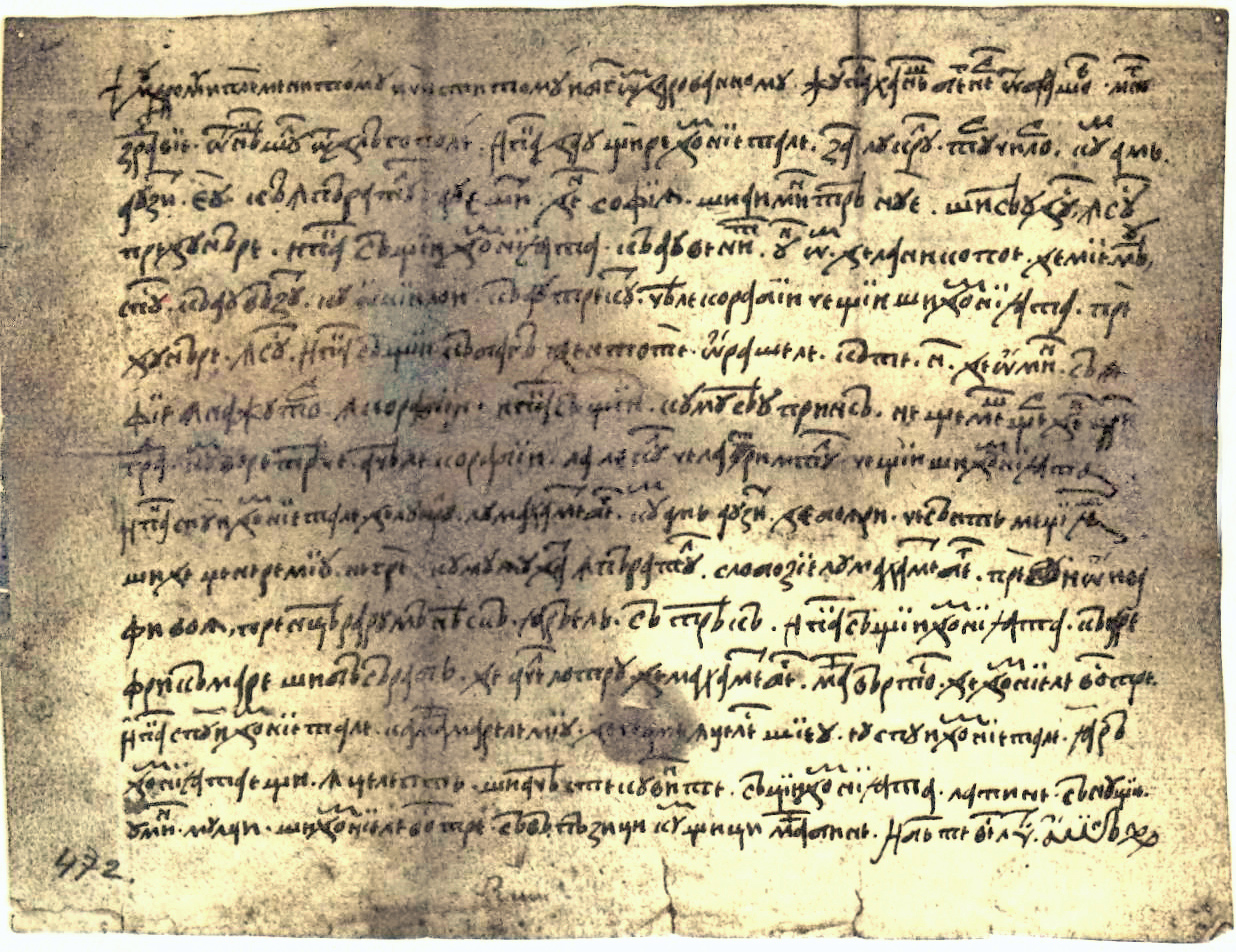
Inne zdjęcie dokumentu

List Neacșu (rum. Scrisoarea lui Neacșu) – najstarszy zachowany do dzisiaj zabytek piśmiennictwa rumuńskiego, pochodzący z 1521 roku. Autorem listu jest wołoski kupiec Neacșu Lupu z Długopola (rum. Dlăgopole, dziś Câmpulung). List jest adresowany do starosty braszowskiego Johannesa Benkera (rum. Hanăș Bengner). Neacșu opisuje w liście postępy wojsk osmańskich i ostrzega przed nimi starostę miasta Braszów.
List został odkryty w archiwum miejskim w Braszowie przez Nicolae Iorgę na początku XX wieku. Obecnie jest przechowywany w Muzeum Druków i Starych Ksiąg Rumuńskich (rum. Muzeul Tiparului și al Cărții Vechi Românești) w Târgoviște.

## Opis listu
Dokument został sporządzony za pomocą cyrylicy i jest tak naprawdę napisany częściowo po rumuńsku, częściowo po cerkiewnosłowiańsku (początek i koniec listu). Język cerkiewnosłowiański był na Wołoszczyźnie, skąd pochodził autor listu, językiem urzędowym i liturgicznym. Język, w którym został napisany list świadczy o mieszanym, romańsko-słowiańskim charakterze ówczesnego języka rumuńskiego (zwanego wtedy wołoskim). Słowiańskie są w liście szczególnie zwroty bardziej oficjalne. Znaczne różnice pomiędzy oryginałem listu i współczesnym tłumaczeniem rumuńskim wynikają z procesu świadomej romanizacji języka rumuńskiego, która przebiegła w drugiej połowie XVIII i w XIX wieku. Jednocześnie w liście występuje wiele zwrotów bardzo przypominających dzisiejszy rumuński, z czego należy wyciągnąć wnioski, że w XVI wieku był to już język powszechnie używany w mowie potocznej na Wołoszczyźnie.
List ten jest pierwszym dokumentem, w którym pojawia się wyrażenie „Țeara Rumânească” (we współczesnym rumuńskim „Țara Românească”), które oznacza „ziemia rzymska”. Według innej teorii zwrot ten miał oznaczać „ziemię niewolniczą”, gdyż słowo rumân oznaczało na Wołoszczyźnie do XVIII wieku „niewolnika”. Do tej pory obszary położone pomiędzy Karpatami Południowymi a Dunajem nazywano mianem „Valahia”, czyli Wołoszczyzna. Od nazwy Țara Românească ma pochodzić późniejsza „România” (Rumunia) – nazwa, która pojawiła się na początku XIX wieku.
W liście nie została zamieszczona data, jednak na podstawie wydarzeń opisanych w liście przyjęto, że dokument powstał 29 lub 30 czerwca 1521 roku.

## Treść listu

### Transliteracja
Numeracja wierszy – według oryginalnego układu graficznego.
Kursywą oznaczono słowiańskie fragmenty testu.
1. m(u)drom(u) i plemenitom(u) i cistitom(u) i b[o]g[o](m) darovannom(u) župa(n) hani(š) be(g)ne(r) o(t) brašo(v) mno(g)[o]
2. z(d)ravie o(t) ne(k)šu(l) o(t) dlugopole i pa(k) dau štire do(m)nïetale za lukru(l) tu(r)cilo(r) kum ami
3. auzi(t) èu ku ipuratu(l) au èši(t) de(n) sofïe ši aimi(n)tre nue ši seu du(s) i su(s)
4. pre dunure i pa(k) su štïi do(m)nïjata ku au veni(t) u(n)?(m) de la nikopoe de mïe me(u)
5. spu(s) ku au vuzu(t) ku?kïi loi ku au treku(t) cele korabïi ce štïi ši do(m)nïjata
6. pre dunure i su(s) i pak su štïi ku bagu den tote?rašele kute [50] de?mi(n) su e
7. fïe in ažuto(r) i korabïi i pak su štïi kumu seu prinsu nešte me(š)šte(r) de(n) c[a]ri
8. gra(d) ku(m) vori trece acele korabïi la loku(l) cela (st)rimtu(l) ce šttïi ši do(m)nïjata
9. i pa(k) spui do(m)nïetale de lukru(l) lu mahame(t) be(g) ku(m)u ami auzit de boeri ce sunti medžïja(š)
10. ši de dženere mïu negre kumu eu da(t) ipuratu(l) slobozïe lu mahame(t) beg pre iu i?i va
11. fi voe pren cera rumunesku jaru èli su treku i pa(k) su štïi do(m)nïjata ku are
12. friku mare ši busurab de ace(l) lotru de mahame(t) be(g) ma(i) vurto(s) de do(m)nïele vo(s)tre
13. i pa(k) spui do(m)nïetale ka ma(i) marele mïu de ce ami icele(s) šïeu eu spui do(m)nïetale jaru
14. do(m)nïjata ešti icelepti ši aceste kuvi(n)te su cïi do(m)nïjata la tine su nu štïe
15. umi(n) mulci ši do(m)nïele vo(s)tre su vu puzici ku(m) štici ma(i) bine i b[og]i te ve(s)[e]li(t) am[in]u

### Współczesny przekład rumuński
„Preaînțeleptului și cinstitului, și de Dumnezeu dăruitului jupân Hanăș Bengner din Brașov multă sănătate din partea lui Neacșul din Câmpulung.
Și iarăși dau știre domnie tale despre lucrul turcilor, cum am auzit eu că împăratul au eșit din Sofia, și aimintrea nu e, și se-au dus în sus pre Dunăre.
Și iarăși să știi domniia ta că au venit un om de la Nicopole de miie me-au spus că au văzut cu ochii lor că au trecut ciale corăbii ce știi și domniia ta pre Dunăre în sus.
Şi iarăși să știi că bagă den toate orașele câte 50 de omin să fie de ajutor în corăbii.
Și iarăși să știi cumu se-au prins nește meșteri din Țarigrad cum vor treace ceale corăbii la locul cela strimtul ce știi și domniia ta.
Și iarăși spui domniie tale de lucrul lui Mahamet beg, cum am auzit de boiari ce sunt megiiași și de generemiiu Negre, cum i-au dat împăratul sloboziie lui Mahamet beg, pe io-i va fi voia, pren Țara Românească, iară el să treacă.
Și iarăși să știi domniia ta că are frică mare și Băsărab de acel lotru de Mahamet beg, mai vârtos de domniile voastre.
Și iarăși spui domniietale ca mai marele miu, de ce am înțeles şi eu. Eu spui domniietale iară domniiata ești înțelept şi aceste cuvinte să știi domniiata la tine, să nu știe umin mulți, și domniile vostre să vă păziți cum știți mai bine.
Şi Dumnezeu să te bucure. Amin”

### Przekład (początkowy fragment) na język polski
Mądremu, sławnemu, czcigodnemu i przez Boga obdarowanemu Hansowi Benknerowi z Braszowa wiele zdrowia od Nikszula z Długopola
Takoż daję znać waszmości w sprawie Turków; jakem słyszał cesarz wyruszył z Sofii; a inaczej nie jest, i udał się w górę Dunaju.
Także żebyś waść wiedział, że przyszedł człowiek z Nikopola i powiedział mi, że widział na własne oczy, jak płynęły korabie, o których waść wiesz, Dunajem w górę rzeki.
Także żebyś waść wiedział, że biorą z każdego miasta po 50 ludzi, żeby byli pomocni na korabiach.